# Itiban Comic Shop
Itiban Comic Shop é uma gibiteria brasileira fundada em 1989 pelo casal Mitie Taketani e Francisco Utrabo (mais conhecido como Xico Utrabo) em Curitiba. Foi a primeira livraria especializada em quadrinhos da Região Sul e uma das pioneiras do Brasil. O nome faz referência à palavra japonesa "ichiban" (一番), que significa "número 1".

## História
Em seus primeiros anos, a Itiban também vendia jornais e revistas variadas devido às regras das distribuidoras. Com o tempo, conseguiram aumentar a quantidade de material ligado a quadrinhos, música e cinema. Passaram também a vender quadrinhos importados dos Estados Unidos e Reino Unido após um acordo com a Devir Livraria, que atuava como importadora deste tipo de material.
Em todos seus anos de funcionamento, a Itiban realizou eventos relacionados a quadrinhos e lançamentos de obras de diversos artistas como Lourenço Mutarelli, Bianca Pinheiro, Laerte Coutinho, Rafael Coutinho, Fábio Moon, Gabriel Bá e Marcello Quintanilha, entre outros. Algumas de suas principais atividades são os os bate-papos periódicos com autores de todo o Brasil, o ItiClub (seu clube de leitura mensal e gratuito) e a Itiban Jam Session (uma "batalha de desenhos" ao vivo). Além disso, Mitie é ainda uma das curadoras da Bienal de Quadrinhos de Curitiba, que conta com a Itiban como uma das apoiadoras.
A loja já funcionou em três endereços diferentes: rua Visconde do Rio Branco, avenida Marechal Floriano e avenida Silva Jardim (endereço atual, desde 1999). A fachada da Itiban costuma contar com grafites de artistas do quadrinho brasileiro, que costumam ser substituídos sem uma periodicidade regular. Atualmente, a fachada conta com a arte de Fábio Zimbres e Rafael Sica, que grafitaram a loja em homenagem a seu aniversário de 30 anos, em 2019.
Em 2021, a Itiban passou por uma crise devido a uma forte queda de faturamento em decorrência das restrições de funcionamento impostas pela pandemia de COVID-19, pois sua principal clientela vinha das vendas presenciais, especialmente durante os diversos eventos realizados na loja durante o ano. Em março, Mitie fez um apelo nas redes sociais, falando sobre o risco da loja fechar depois de mais de 30 anos. O apelo mobilizou clientes e fãs de quadrinhos de todo o Brasil, aumentando as vendas on-line (que eram até então irrisórias), além de diversas mensagens de apoio.

## Prêmios e homenagens
A Itiban Comic Shop foi eleita em 1998 como o melhor ponto de venda do país pelo Troféu HQ Mix e, em 2003, foi homenageada com a medalha de incentivo do Prêmio Angelo Agostini como "melhor loja" ao lado das gibiterias Banca Flávio, Comix Book Shop, Point HQ e Revistas & Cia.